# Něftěkamsk
Něftěkamsk (rusky Нефтека́мск, baškirsky Нефтекама) je město v Baškortostánu v Ruské federaci. Při sčítání lidu v roce 2010 měl přes 120 tisíc obyvatel, takže byl čtvrtým nejlidnatějším městem republiky po Ufě, Sterlitamaku a Salavatu.

## Poloha
Něftěkamsk leží na severozápadě Baškortostánu, nedaleko hranic s Udmurtskou republikou a
Permským krajem, několik kilometrů východně od řeky Kamy. Hlavní město Baškortostánu Ufa je vzdáleno 220 kilometrů na jihovýchod, nejbližší města jsou Agiděl třicet kilometrů na jihozápad a Kambarka dvacet kilometrů na sever.

## Dějiny
Něftěkamsk byl založen v roce 1957 po objevení ložiska ropy, název města je složením jména řeky „Kamy“ a ruského slova pro ropu – něfť (нефть).
V roce 1963 se Něftěkamsk stal městem.

### Rodáci
- Vladimir Vladimirovič Jakušev (*1968), politik
- Děnis Rimovič Chismatullin (*1984), šachista

## Obyvatelstvo
Při sčítání lidu v roce 2010 měl Něftěkamsk přes 120 tisíc obyvatel, z toho 31,5 % Tatarů,
29,7 % Rusů, 25,8 % Baškirů a 9,9 % Marijců.

## Průmysl
V Něftěkamsku sídlí NěfAZ, významný výrobce autobusů.

## Sport
Ve městě sídlí hokejový klub Toros Něftěkamsk.